# 私道負担
私道負担（しどうふたん）とは、敷地内に含まれている私道部分のことである。
私道上には建築物を作ることはできず、建ぺい率などの計算から除外される。
そのため、不動産売買を行う際には、私道の存在をあらかじめ買い主に伝えなければならない。
建築基準法42条2項に規定されるような、道路の幅員を確保するため、道路の境界線を自己敷地の内側にみなされる場合をさす。このラインをもとに建築する建物に制限がかかる。